# Eupsilia colorado
Eupsilia colorado är en fjärilsart som beskrevs av Smith 1903. Eupsilia colorado ingår i släktet Eupsilia och familjen nattflyn. Inga underarter finns listade i Catalogue of Life.